# شون فانزانت
شون فانزانت (بالإنجليزية: Shawn Vanzant)‏ مواليد 19 أكتوبر 1988، هو لاعب كرة سلة محترف أمريكي بدأ مسيرته الاحترافية في سنة 2011 يلعب في دوري كندا الوطني لكرة السلة كلاعب هجوم خلفي ويحمل الرقم 7. يبلغ طوله 6 قدم 0 بوصة (1.8 م).

## روابط خارجية
- شون فانزانت على موقع كلية كرة السلة في سبورتس رفرنس.كوم (الإنجليزية)
- شون فانزانت على موقع ريلجم (الإنجليزية)
- شون فانزانت على موقع بروبوليرز (الإنجليزية)
- شون فانزانت على موقع سبورتس رفرنس (الإنجليزية)